# Sandomierz
Sandomierz (udtale: [sanˈdɔmjɛʂ]; latin: Sandomiria, yyiddish: צויזמר, צוזמיר, romaniseret: Tsouzmer, Tsoyzmer.) er en by i den østlige del af voivodskabet Święty Krzyż i den sydøstlige del af Polen, i den historiske region Lillepolen. Byen har 22.189(2021) indbyggere og et areal på 28,8 km², og er administrationsby i powiatet Sandomierz.
Den ligger ved floden Wisła nær dens sammenløb med San, i Sandomierzbækkenet. Sandomierz er kendt for sin velbevarede gamle bydel, der er en stor kultur- og turistattraktion, som blev optaget på listen over historiske monumenter i Polen i 2017.
Tidligere var Sandomierz et af de vigtigste bycentre ikke kun i Lillepolen, men i hele landet. Det var en kongeby i Kongeriget Polens krone og fungerede som et regionalt administrativt center fra højmiddelalderen til det 19. århundrede.

## Historie
Sandomierz er en af de ældste og historisk mest betydningsfulde byer i Polen. Arkæologiske fund omkring byen indikerer, at mennesker har beboet området siden neolitisk tid. Byen opstod i den tidlige middelalder og udnyttede en fremragende beliggenhed ved krydset mellem floderne Wisła og San og på vigtige handelsruter. Den første kendte historiske omtale af byen kommer fra det tidlige 12. århundrede, hvor krønikeskriveren Gallus Anonymus rangerede den sammen med Kraków og Wrocław som en af Polens hovedbyer. I Bolesław 3. Krzywoustys testamente, delte han Polen blandt sine sønner, og udpegede Sandomierz som hovedstad i et af de resulterende fyrstendømmer, Hertugdømmet Sandomierz.
I begyndelsen af det 13. århundrede blev det næstældste dominikanerkloster i Polen (efter Kraków) og et af de ældste i Europa grundlagt i Sandomierz. I løbet af det 13. århundrede led byen alvorlig skade under razziaerne fra mongoler i 1241, 1260 og 1287. Byens gamle træbygninger blev fuldstændig ødelagt. Som følge heraf tildelte Storhertug af Polen Leszek 2. den Sorte i 1286 byen Magdeburgrettigheder og tildelte stabelret.

## Galleri
- Rådhus
- Torvet (Rynek)
- Sandomierz kongeslot
- Kirke for Sankt Paulus omvendelse
- Sankt Jacob's kirke, 13.–14. århundrede
- Sandomierz Katedral
- Katedral, interiør
- Jan Długosz hus
- Historisk brønd på torvet
- St. Michaels kirke
- Huse på torvet
- Biskoppens palads
- Postkontor
- Hus på 31 Rynek